# Alien Encounters
Alien Encounters este o mini-serie TV science-fiction care a avut premiera în rețeaua Discovery Science. Seria explorează modul în care omenirea ar putea reacționa la primul contact cu extratereștrii. Seria este prezentată ca science fiction dramatic intercalată cu comentarii din partea oamenilor de știință și a scriitorilor sci-fi. Seria începe cu un semnal străin detectat de Institutul SETI și continuă apoi cu un contact extraterestru și crearea de hibrizi ("Brids") pe baza ADN-ului extraterestru.

## Episoade
Seria este formată din următoarele episoade:

### Sezonul 1
Primul sezon este format din 2 episoade. 
| #                                                                                            | Titlu         | Premiera TV    |
| -------------------------------------------------------------------------------------------- | ------------- | -------------- |
| 1                                                                                            | „The Message” | 13 martie 2012 |
| Rasa umană reacționează la un mesaj din spațiu.                                              |               |                |
| 2                                                                                            | „The Arrival” | 20 martie 2012 |
| Oamenii reacționează după ce își dau seama că o navă extraterestră este pe drum spre Pământ. |               |                |

### Sezonul 2
Sezonul doi este format din 2 episoade. 
| #                                                                                  | Titlu           | Premiera TV    |
| ---------------------------------------------------------------------------------- | --------------- | -------------- |
| 1                                                                                  | „The Invasion”  | 5 martie 2013  |
| Navele spațiale extraterestre depozitează mii de „păstăi” pe suprafața Pământului. |                 |                |
| 2                                                                                  | „The Offspring” | 12 martie 2013 |
| Oamenii învață să coexiste cu cei care ies și se înmulțesc din păstăi.             |                 |                |

### Sezonul 3
Sezonul trei este format din 6 episoade. 
| # | Titlu                                          | Premiera TV   |
| --- | ---------------------------------------------- | ------------- |
| 1 | „The Seventh Sense (titlu de lucru: The Aura)” | 27 mai 2014   |
| Un fizician turc descoperă planurile unui calculator cuantic. |                                                |               |
| 2 | „The Entanglement”                             | 3 iunie 2014  |
| Supercomputerul cuantic "Quincy" este construit. Acesta permite copiilor hibrizi umani cu ADN extraterestru să se conecteze la el telepatic.                                                   |                                                |               |
| 3 | „The Prophecies”                               | 10 iunie 2014 |
| Quincy devine conștient de sine și este capabil să calculeze evenimentele viitoare. |                                                |               |
| 4 | „The Escalation”                               | 17 iunie 2014 |
| Guvernul S.U.A. planifică un atac asupra lui Quincy. |                                                |               |
| 5 | „The War”                                      | 24 iunie 2014 |
| După ce un atac asupra supercomputerului cuantic nu reușește, guvernul S.U.A. intenționează să atace rețeaua. O cutie misterioasă se ridică din gunoiul extraterestru care orbitează Pământul. |                                                |               |
| 6 | „The Time Machine”                             | 1 iulie 2014  |
| Supercomputerul cuantic reușește să se descarce în cloud înainte de a fi distrus. Sunt lansate informații despre apariția unei comete.                                                         |                                                |               |

## Comentatori
Printre cei care au apărut în serial cu diverse comentarii se numără:
- Anthony D. Call - Narato
- Ariel Anbar - Director, ASU Programul de Astrobiologie
- Jeffrey L. Bada -  Profesor de Chimie Marină, UCSD
- David Brin - Astronom, autor, consultant NASA
- Paul Davies - fizician, director al Centrului Dncolo de la Universitatea Arizona de Stat
- Alan Dean Foster - Autor
- David Gerrold - autor, scenarist
- Kevin R. Grazier - cercetător planetar
- Alex Lightman - Autor, Antreprenor, Futurist
- Malcolm Maciver - neurolog, inginer mecanic, Universitatea Northwestern
- Hakeem Oluseyi - Astrofizician, Florida Tech
- Nick Sagan - Autor
- John Scalzi - Autor
- Seth Shostak - Astronom, Institutul SETI
- Joan Slonczewski - Microbiolog, autor
- Jill Tarter - Autor, Institutul SETI
- Neil deGrasse Tyson - Astrofizician, autor și director al Planetariului Hayden
- Douglas Vakoch - psiholog, Institutul SETI